# Bradley Stryker

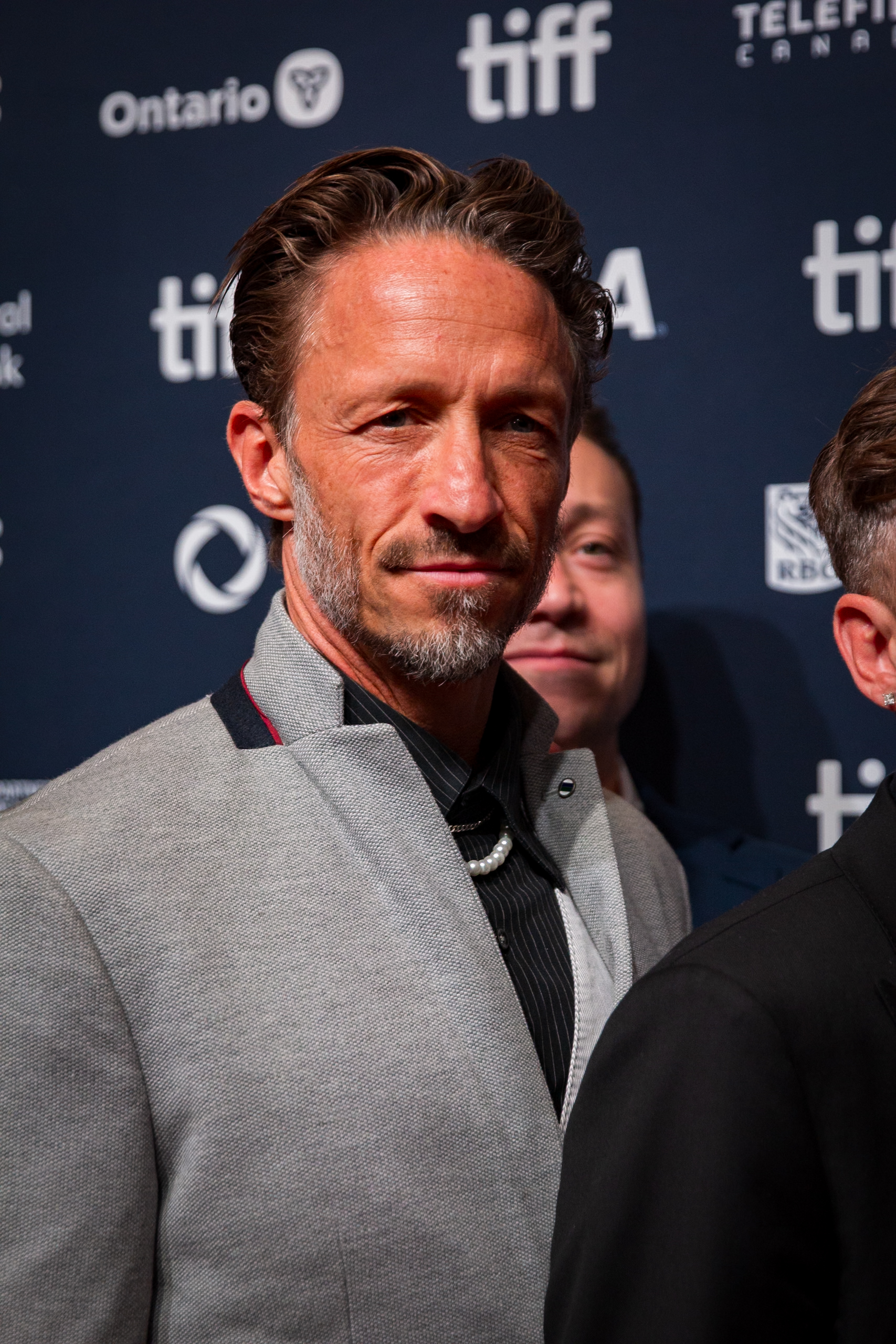
Bradley Stryker (2024)

Bradley Stryker (* 29. Juni 1977 in Seattle, Washington) ist ein US-amerikanischer Schauspieler.

## Leben
Bradley Stryker wurde im Juni 1977 in Seattle im US-Bundesstaat Washington geboren. Er spielt in Erstbesetzung die Rolle des Trey Atwood bei O.C., California. 2006 war er im Film Tillamook Treasure zu sehen. Er hatte ebenfalls Rollen in Bruce Allmächtig und Wolves of Wall Street.

## Filmografie (Auswahl)
- 2001: Frauenpower (Family Law, Fernsehserie, 2 Episoden)
- 2001: The Huntress (Fernsehserie, Episode 1x19)
- 2002: That ’80s Show (Fernsehserie, Episode 1x12)
- 2002: Strong Medicine: Zwei Ärztinnen wie Feuer und Eis (Strong Medicine, Fernsehserie, Episode 3x02)
- 2003: Angel – Jäger der Finsternis (Angel, Fernsehserie, Episode 4x20)
- 2003: Bruce Allmächtig (Bruce Almighty)
- 2003: Crossing Jordan – Pathologin mit Profil (Crossing Jordan, Fernsehserie, Episode 2x21)
- 2003: O.C., California (The O.C., Fernsehserie, 2 Episoden)
- 2004: CSI: NY (Fernsehserie, Episode 1x10)
- 2005: Cold Case – Kein Opfer ist je vergessen (Cold Case, Fernsehserie, Episode 2x20)
- 2005: Reel Guerrillas
- 2006: The Tillamook Treasure
- 2006: 110%: When Blood, Sweat and Tears Are Not Enough
- 2010–2011: Smallville (Fernsehserie, 2 Episoden)
- 2017: Drone – Tödliche Mission (Drone)
- 2019: Hard Powder (Cold Pursuit)
- 2022: Devil in Ohio (Fernsehserie, 8 Episoden)
- 2024: The Order
- 2024: Terrifier 3